# Teorema Fundamental dos Homomorfismos
Em álgebra abstrata, o teorema fundamental dos homomorfismos, também conhecido como teorema homomórfico fundamental, relaciona a estrutura de dois objetos, entre os quais existe um homomorfismo, e o núcleo e a imagem do homomorfismo.
O teorema homomórfico é usado para provar os teoremas do isomorfismo.

## Versão teórica de grupo
Dados dois grupos {\displaystyle G} e {\displaystyle H} e um homomorfismo de grupo {\displaystyle f:G\to H}, seja {\displaystyle K} um subgrupo normal de {\displaystyle G} e {\displaystyle \varphi } o homomorfismo sobrejetivo canônico {\displaystyle G\twoheadrightarrow G/K} (onde {\displaystyle G/K} é um grupo quociente). Se {\displaystyle K} é um subconjunto de ker{\displaystyle (f)}, então, existe um único homomorfismo {\displaystyle h:G/K\to H} tal que {\displaystyle f=h\circ \varphi }.
Em outras palavras, a projeção natural {\displaystyle \varphi } é universal entre homomorfismos em {\displaystyle G} que mapeiam {\displaystyle K} para o elemento identidade.
A situação é descrita pelo seguinte diagrama comutativo:
Escolhendo {\displaystyle K=\ker(f)} imediatamente se consegue o primeiro teorema do isomorfismo.

### O caso dos conjuntos
Seja {\displaystyle X} um conjunto e {\displaystyle R} uma relação de equivalência sobre {\displaystyle X} e {\displaystyle \pi _{R}:X\to X/R} a correspondente sobrejeção. Se {\displaystyle Y} é um conjunto, uma função {\displaystyle \sigma :X\to Y} será dita uma {\displaystyle R}-função quando {\displaystyle \sigma } for constante nas classes de {\displaystyle R}, isto é, quando {\displaystyle x\sim _{R}y} implica {\displaystyle \sigma (x)=\sigma (y)} se {\displaystyle x\in X,y\in X}. Toda {\displaystyle R}-função fatora-se unicamente através do quociente {\displaystyle X/R}, isto é, existe uma única função {\displaystyle {\widetilde {\sigma }}:X/R\to Y} tal que {\displaystyle {\widetilde {\sigma }}\circ \pi _{R}=\sigma }. A unicidade é imediata, posto que {\displaystyle \pi _{R}} é sobrejetiva. Defina uma relação {\displaystyle \Sigma } de {\displaystyle X/R} em {\displaystyle Y} consistindo de todos os pares {\displaystyle (c,\sigma x)} para {\displaystyle c\in X/R}, {\displaystyle x\in c}. Essa relação é funcional: seu domínio é claramente todo o {\displaystyle X/R}; ademais, se {\displaystyle (c,\sigma x)} e {\displaystyle (c,\sigma y)} estão em {\displaystyle \Sigma }, {\displaystyle x} e {\displaystyle y} estão na mesma {\displaystyle R}-classe, logo {\displaystyle \sigma (x)=\sigma (y)} por hipótese. Temos então uma candidata à função procurada, que envia uma classe de {\displaystyle X/R} à imagem por {\displaystyle \sigma } de qualquer um de seus representantes. Mas agora é imediato que a fatoração se verifica, e estamos terminados.
Nas condições do enunciado do teorema do início desta seção, {\displaystyle K\leq \ker(f)} é equivalente a {\displaystyle f} ser uma {\displaystyle \equiv _{K}}-função; a aplicação induzida pelas observações do parágrafo anterior é um homomorfismo uma vez que {\displaystyle \pi } é epimorfismo e {\displaystyle f} é homomorfismo.

## Segundo Teorema dos Isomorfismos
O Segundo Teorema dos Isomorfismos, também conhecido como Teorema do Isomorfismo do Reticulado (Lattice Isomorphism Theorem), tem o seguinte enunciado
Seja {\displaystyle G} um grupo e seja {\displaystyle N} um subgrupo normal de {\displaystyle G}:
(i) O epimorfismo canônico {\displaystyle \pi :G\twoheadrightarrow G/N} induz um isomorfismo de reticulados entre o conjunto de subgrupos de {\displaystyle G} contendo {\displaystyle N} e o conjunto de subgrupos de {\displaystyle G/N}; esse isomorfismo preserva normalidade e podemos escrever {\displaystyle K^{\pi }=K/N\leq G/N} se {\displaystyle G\geq K\geq N}.
(ii) Se {\displaystyle G\geq H\geq N}, há uma bijeção entre os espaços de classes {\displaystyle G/H\to {\big (}G/N{\big )}{\big /}{\big (}H/N{\big )}}, i.e., os índices {\displaystyle \left[G:H\right]} e {\displaystyle \left[G/N\,:\,H/N\right]} são iguais. Se, além disso, {\displaystyle H\vartriangleleft G}, (note-se que por (i) há uma estrutura natural de grupo no contradomínio) essa bijeção é um isomorfismo. 

Prova.
Para (i), o isomorfismo envia um subgrupo à sua imagem por {\displaystyle \pi } e traz um subgrupo por sua imagem inversa; trata-se de uma bijeção que preserva a ordem parcial de inclusão; também preserva subgrupos gerados e interseções*, portanto é um isomorfismo de reticulados. É imediato que preserva normalidade.
*Que preserva interseções é consequência da igualdade entre espaços de classe {\displaystyle \bigcap _{\alpha \in {\mathcal {A}}}{\big (}K_{\alpha }/L{\big )}={\Big (}\bigcap _{\alpha \in {\mathcal {A}}}K_{\alpha }{\Big )}{\Big /}\!L}, para {\displaystyle {\big (}K_{\alpha }{\big )}_{\alpha \in {\mathcal {A}}}} uma família de subgrupos de um mesmo grupo, cada um de seus membros contendo o subgrupo {\displaystyle L}. Uma inclusão é imediata; seja então {\displaystyle \left(k_{\alpha }\right)_{\alpha \in {\mathcal {A}}}} um elemento do conjunto {\displaystyle \prod K_{\alpha }} tal que {\displaystyle k_{\alpha }L=k_{\beta }L} quaisquer que sejam {\displaystyle \alpha ,\beta \in {\mathcal {A}}}. Já que {\displaystyle L\leq \textstyle {\bigcap }\,K_{\alpha }}, vale que para todo {\displaystyle \alpha \in {\mathcal {A}}}, {\displaystyle k_{\alpha }\in \textstyle {\bigcap }\,K_{\alpha }}, implicando a outra.
Para (ii), temos a função de projeção {\displaystyle \pi _{2}:G/N\to G^{\pi }/H^{\pi }} , portanto temos a sobrejeção {\displaystyle \pi _{2}\circ \pi :G\to {\big (}G/N{\big )}{\big /}{\big (}H/N{\big )}}. Note que para {\displaystyle a,b\in G}, se {\displaystyle a\equiv _{H}b}, então {\displaystyle a^{-1}b\in H} e {\displaystyle \pi (a)^{-1}\pi (b)\in H^{\pi }} ({\displaystyle \pi } é homomorfismo), donde {\displaystyle \pi (a)\equiv _{H^{\pi }}\pi (b)} ou seja {\displaystyle \pi _{2}\circ \pi (a)=\pi _{2}\circ \pi (b)}. Portanto {\displaystyle \pi _{2}\circ \pi } desce, pela propriedade universal de conjuntos-quocientes, para uma função {\displaystyle \varphi } entre os espaços de classe {\displaystyle G/H\to {\big (}G/N{\big )}{\big /}{\big (}H/N{\big )}} tal que {\displaystyle \varphi \circ \pi _{1}=\pi _{2}\circ \pi }, onde {\displaystyle \pi _{1}} é a sobrejeção de {\displaystyle G} sobre o espaço de classes {\displaystyle G/H}. Afirmo que {\displaystyle \varphi } estabelece a equipotência: a função é sobrejetiva, pois o são {\displaystyle \pi _{2}\circ \pi } e {\displaystyle \pi _{1}}; é injetiva pois se, digamos, {\displaystyle x=\pi _{1}(s),y=\pi _{1}(t)}, têm a mesma imagem por {\displaystyle \varphi }, então {\displaystyle \pi _{2}\circ \pi (s)=\pi _{2}\circ \pi (t)}, logo {\displaystyle \pi (s)^{-1}\pi (t)\in H^{\pi }}, daí {\displaystyle \pi (s^{-1}t)\in H^{\pi }}, portanto {\displaystyle s^{-1}t\in H} (pelo isomorfismo de reticulados), logo {\displaystyle x=y}. Se adicionalmente {\displaystyle H\vartriangleleft G}, o argumento se repete mutatis mutandis: em vez de apelarmos à propriedade universal de conjuntos-quocientes, apelamos àquela dos grupos quocientes (isto é, ao teorema que dá nome a esta página), obtendo um homomorfismo que se fatora como antes (uma vez que todas as projeções em questão tornam-se homomorfismos), estabelecendo enfim o isomorfismo {\displaystyle G/H\cong {\big (}G/N{\big )}{\big /}{\big (}H/N{\big )}}.

### Contando produtos
Ideias análogas às anteriores podem ser usadas para provar a seguinte
Proposição. Sejam {\displaystyle H} e {\displaystyle K} subgrupos de um grupo. Então o conjunto de produtos {\displaystyle HK=\{hk:h\in H,k\in K\}} tem cardinalidade {\displaystyle [H:H\cap K]\cdot \vert K\vert } (interprete-se à luz da aritmética cardinal).
Se {\displaystyle H} e {\displaystyle K} forem finitos, recuperamos a conhecida fórmula {\displaystyle \vert HK\vert ={\frac {\vert H\vert \cdot \vert K\vert }{\vert H\cap K\vert }}}.
Para provarmos, note que temos o seguinte
Fato. Seja {\displaystyle G} um grupo e sejam {\displaystyle S} um conjunto de elementos de {\displaystyle G} e {\displaystyle H\leq G} com seus elementos em {\displaystyle S}. Suponha que {\displaystyle sh\in S} sempre que {\displaystyle s\in S} e {\displaystyle h} for um elemento do subgrupo {\displaystyle H}. Já que {\displaystyle H\leq G}, a relação {\displaystyle \equiv _{H}} é uma relação de equivalência sobre {\displaystyle S} e a hipótese sobre {\displaystyle S} garante que as classes de equivalência são da forma {\displaystyle sH} para algum {\displaystyle s\in S}. Logo {\displaystyle \operatorname {Card} (S)={\big (}\!\operatorname {Card} (S/\!\equiv _{H}){\big )}\vert H\vert }.
O leitor deve ter reconhecido o fato anterior como uma generalização modesta do Teorema de Lagrange. O importante é que, diferentemente deste último, não exigimos que a operação do grupo restrinja-se ao conjunto de elementos. Isso é crucial para provarmos a Proposição: o conjunto {\displaystyle HK}  satisfaz as hipóteses, se tomarmos o subgrupo como sendo {\displaystyle K}. Temos a composição natural {\displaystyle H\,\,{\xrightarrow[{}]{\iota }}\,\,HK\,\,{\xrightarrow[{}]{\pi }}\,\,(HK)/\!\equiv _{K}} que envia um elemento à sua classe. Trata-se de uma {\displaystyle \equiv _{H\cap K}}-função; esta desce, logo, a uma função {\displaystyle \theta } que vai do espaço de classes {\displaystyle H/H\cap K} ao conjunto {\displaystyle (HK)/\!\equiv _{K}}. Agora é rotina checar que se trata de uma bijeção. ///
Utilizando o subgrupo {\displaystyle H} e classes laterais à direita, obtém-se que a cardinalidade de {\displaystyle HK} também é igual a {\displaystyle [K:H\cap K]\cdot \vert H\vert }, que é igual à cardinalidade de {\displaystyle KH}.
Finalizaremos com a seguinte
Proposição. Se {\displaystyle H} e {\displaystyle K} forem subgrupos tais que {\displaystyle H} normaliza {\displaystyle K}, então o conjunto {\displaystyle HK} forma um subgrupo, {\displaystyle K\vartriangleleft HK}, {\displaystyle H\cap K\!\vartriangleleft H} e a função {\displaystyle \theta :H/H\cap K\to (HK)/K} obtida anteriormente é um isomorfismo.

## Outras versões
Teoremas semelhantes são válidos para monóides, espaços vetoriais, módulos e anéis. 